# Vindula polykaste
Vindula polykaste är en fjärilsart som beskrevs av Hans Fruhstorfer 1903. Vindula polykaste ingår i släktet Vindula och familjen praktfjärilar. Inga underarter finns listade i Catalogue of Life.